# Jean Dacquay
Jean-Paul Dacquay, né le 17 décembre 1927 à Cléguérec et mort le 27 novembre 2014 au Chesnay, est un coureur cycliste français.

## Biographie

### Portrait et carrière amateur
Né le 17 décembre 1927 à Cléguérec, Jean-Paul Dacquay, silhouette au crâne dégarni, était un garçon plutôt jugé comme réservé et timide. Son rêve à lui était de s'installer restaurateur.
Chez les amateurs, il court au Vélo Club Barsacais. Devenu l'un des fers de lance du club, il se distingue au cours de l'année 1951 en remportant le champion de France et le Tour d'Île-de-France. Sélectionné pour les championnats du monde, il se classe neuvième.

### Carrière professionnelle
Pour sa première saison chez les professionnels, en 1952, il remporte le Tour du Sud-Ouest. En 1953, il s'impose sur la deuxième étape du Tour d'Algérie et participe à son premier Tour de France, qu'il termine à la 55e place.
En 1954, il remporte le Tour du Sud-Est et participe à son deuxième Tour de France, où il est éliminé à l'issue de la 16e étape. En 1955, il obtient quatre victoires, parmi lesquelles dont Bordeaux-Saintes et la troisième étape du Tour du Maroc. Il prend part à son troisième Tour de France, qu'il finit 38e.
En 1957, il se classe deuxième du Tour de l'Ouest. En 1958, victorieux à trois reprises, il prend part à son quatrième et dernier Tour de France. Lors de la seizième étape, il manque de peu de signer un succès de prestige en prenant la deuxième place, battu dans un sprint à deux par l'italien Pierino Baffi. Il abandonne lors de la 21e étape. Ce même mois, il se classe troisième du Grand Prix de Fourmies.
En 1959, pour une de ces ultimes apparitions en Gironde, il s'impose au Grand Prix Ovox-Totaliment, long de 305 kilomètres. Il effectue sa dernière année professionnelle en 1960 et remporte le Prix de Vailly-sur-Sauldre et la première étape du Grande Prémio Vilar, un contre-la-montre de 9 km.

### Après cyclisme et décès
Après sa carrière cycliste, il réalise son rêve et devient restaurateur grâce à ses gains de coureur. Il meurt le 28 novembre 2014 à la suite de complications respiratoires.

## Palmarès et résultats

### Palmarès amateur
- 1951
  -  Champion de France sur route amateurs
  - Tour d'Île-de-France :
    - Classement général
    - 1re étape

  - 9e du championnat du monde sur route amateurs

### Palmarès professionnel
| - 1952 - Tour du Sud-Ouest - 1953 - 2e étape du Tour d'Algérie - 3e du Tour de Haute-Savoie - 1954 - Tour du Sud-Est : - Classement général - 5e étape - 1955 - Bordeaux-Saintes - 3e étape du Tour du Maroc - Grand Prix de Vals-les-Bains - 2e du Grand Prix d'Espéraza | - 1956 - 2e du Grand Prix de Vals-les-Bains - 1957 - 2e du Tour de l'Ouest - 1958 - 2e de la 16e étape du Tour de France - 3e du Grand Prix de Fourmies - 1960 - 1re étape du Grande Prémio Vilar (contre-la-montre) |  |

### Résultats sur le Tour de France
4 participations
- 1953 : 55e
- 1954 : éliminé (16e étape)
- 1955 : 38e
- 1958 : abandon (21e étape)